# Schlegelia hirsuta
Schlegelia hirsuta är en tvåhjärtbladig växtart som beskrevs av Alwyn Howard Gentry. Schlegelia hirsuta ingår i släktet Schlegelia och familjen Schlegeliaceae. Inga underarter finns listade i Catalogue of Life.